# Forte della Scoperta
Il Forte della Scoperta era una struttura difensiva costiera situata a Giannutri, isola dell'Arcipelago Toscano nel comune di Isola del Giglio.

## Storia
La fortificazione venne eretta tra il 1807 e il 1808 dai Francesi durante il periodo napoleonico, con la collaborazione dei reggenti del Regno d'Etruria, su progetto dell'ingegnere militare Giovanni Grazzini. Fino ad allora l'isola era priva di strutture difensive, nonostante una serie di progetti ambiziosi che erano stati fatti nel corso del Settecento sotto il dominio dello Stato dei Presidi ma mai attuati. L'assenza di fortificazioni comportò di fatto l'utilizzo occasionale dell'isola da parte di briganti e pirati, che nelle grotte costituivano i loro covi temporanei in vista di eventuali incursioni da condurre lungo la costa toscana. La struttura difensiva venne tuttavia attaccata dalla flotta britannica pochi anni dopo la sua costruzione; in seguito fu precocemente abbandonata andando incontro ad un rapido degrado.
Del Forte sono state perdute completamente le tracce, se si eccettuano alcuni resti murari situati alla sommità dell'omonimo poggio di modesta altezza situato nella parte centrale dell'isola tra Cala Maestra e Cala dello Spalmatoio; uno dei cannoni, che veniva utilizzato nella batteria di cui era munita la fortificazione, è conservato presso una struttura privata dell'isola. Della struttura difensiva è stato possibile ricostruire l'aspetto architettonico grazie al ritrovamento del progetto: la fortificazione era costituita da due corpi di fabbrica a pianta quadrata, con quello esterno, disposto su due livelli, che delimitava la torre di avvistamento dotata alla sommità di una garitta angolare a sezione circolare. L'avancorpo presentava un possente basamento a scarpa, il portale d'ingresso rettangolare sormontato da uno stemma che si apriva al piano rialzato, a cui si giungeva attraverso una doppia rampa di scale esterna; la parte sommitale dell'avancorpo si caratterizzava per un'ampia terrazza per le sentinelle che circondava interamente la struttura turriforme.